# Tephritis carcassa
Tephritis carcassa
 es una especie de insecto díptero del género Tephritis, familia Tephritidae. Dirlbek y Dirlbekova la describieron en 1974.
Se encuentra en Corea.